# Мария даш Невеш Браганса
Мария даш Невеш Португальская (порт. Maria das Neves Isabel Eulália Carlota Adelaide Micaela Gabriela Rafaela Gonzaga de Paula de Assis Inès Sofia Romana, Infanta de Portugal, 5 августа 1852 — 15 февраля 1941) — старший ребёнок и дочь короля Португалии Мигела I и его жены Аделаиды Лёвенштейн-Вертгейм-Розенбергской. Мария была инфантой Португалии и членом династии Браганса от рождения. Она вступила в брак с Альфонсо Карлосом де Бурбоном, герцогом Сан-Хайме, претендентом на испанский трон.

## Брак
Мария вышла замуж за Альфонсо Карлоса де Бурбона, герцога Сан-Хайме, второго сына Хуана, графа Монтисон и его жены Марии-Беатрикс, эрцгерцогини Австрии, 26 апреля 1871. Альфонсо Карлос был её двоюродный племянник (отец Марии Мигел I и бабушка Альфонсо по отцовской линии, Инфанта Мария Франциска, были родными братом и сестрой). Детей у них не было.

## Титулы
- 5 августа 1852 — 19 сентября 1853: Её Королевское Высочество Королевская Принцесса Португалии
- 19 сентября 1853 — 26 апреля 1871: Её Королевское Высочество Инфанта Мария даш Невешь Португальская, Принцесса Браганса
- 26 апреля 1871 — 29 сентября 1936: Её Королевское Высочество Герцогиня Сан-Хайме, Инфанта Португалии, Принцесса Браганса
- 29 сентября 1936 — 15 февраля 1941: Её Королевское Высочество Вдовствующая герцогиня Сан-Хайме, Инфанта Португалии, Принцесса Браганса